# آنتونیو بارتولومئو برونی

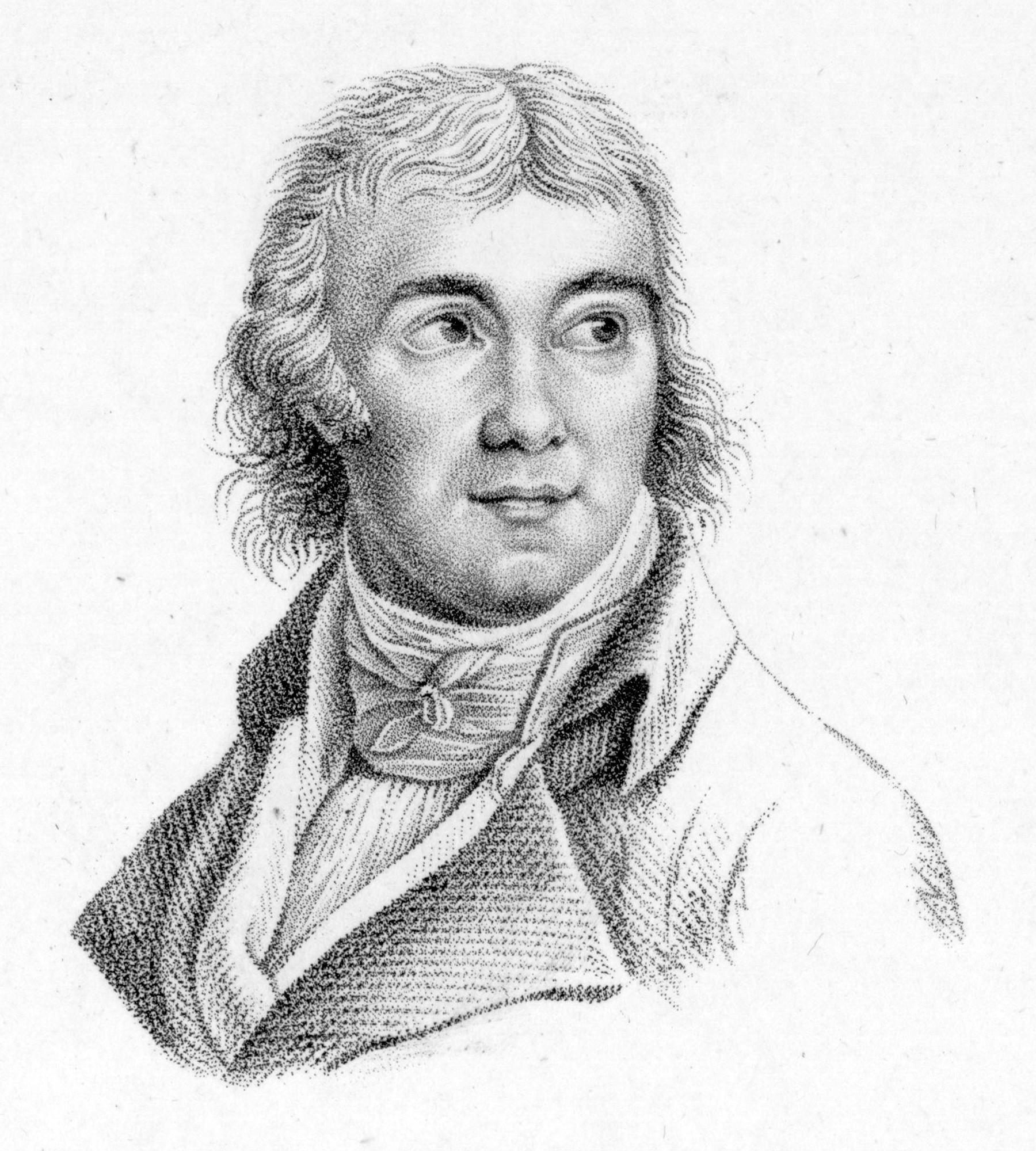
بارتولومئو برونی

آنتونیو بارتولومئو برونی (به ایتالیایی: Antonio Bartolomeo Bruni) (زادهٔ ۲۸ ژانویه ۱۷۵۷-درگذشتهٔ ۶ اوت ۱۸۲۱) آهنگساز، رهبر ارکستر و نوازندهٔ ویلون اهل ایتالیا بود. او در شهر کونیو به‌دنیا آمد و همان‌جا نیز درگذشت. برونی بیشتر دوران زندگی و فعالیت هنری‌اش را در پاریس گذراند.